# كدسورة زغباء
كدسورة زغباء (الاسم العلمي:Kadsura pubescens) هي نوع غير مؤكد من النباتات يتبع جنس الكدسورة من الفصيلة الشزندرية.